# Hyphalion sagamiense
Hyphalion sagamiense is een eenoogkreeftjessoort uit de familie van de Clausidiidae. De wetenschappelijke naam van de soort is voor het eerst geldig gepubliceerd in 1992 door Toda, Miura & Nemoto.